# Шугаров, Гиви Сергеевич
Гиви Сергеевич Шугаров — советский хозяйственный, государственный и политический деятель.

## Биография
Родился в 1939 году в Тбилиси. Член КПСС.
Окончил Грузинский политехнический институт и ВПШ при ЦК КПСС.
До 1966 — аппаратчик, токарь, инженер конструкторского бюро Тбилисского авиационного завода.
В 1966—1977 — секретарь комитета комсомола района имени 26-и Бакинских комиссаров, инструктор, заведующий отделом, секретарь, второй секретарь комитета КП Грузии района имени 26-и Бакинских комиссаров, инспектор ЦК КП Грузии.
В 1977—1984 — первый секретарь Ахалкалакского райкома КП Грузии.
В 1984—1986 — заместитель председателя Тбилисского горисполкома.
В 1987—1992 — заместитель председателя Грузинского республиканского Совета профсоюзов.
В 1992—1995 — вице-президент корпорации «Грузия».
В 2008—2012 — временный поверенный в делах Грузии в России, глава секции интересов Грузии при Посольстве Швейцарии в России
Депутат Верховного Совета Грузинской ССР 10-11-го созывов, Парламента Грузии 4-го и 5-го созывов. Делегат XXVI съезда КПСС.
Жил в Грузии.

## Награды
- Орден Чести (1999)
- Орден Дружбы народов (06.06.1984)
- Орден Знак Почёта (1978)